# Ситинохе
Ситинохе (яп. 七戸町 Ситинохэ-мати) — посёлок в Японии, находящийся в уезде Камикита префектуры Аомори. Площадь посёлка составляет 337,23 км², население — 16 832 человека (1 августа 2014), плотность населения — 49,91 чел./км².

## Географическое положение
Посёлок расположен на острове Хонсю в префектуре Аомори региона Тохоку. С ним граничат города Аомори, Товада и посёлки Тохоку, Хиранай.

## Население
Население посёлка составляет 16 832 человека (1 августа 2014), а плотность — 49,91 чел./км². Изменение численности населения с 1980 по 2005 годы:
| 1980 | 22 707 чел. |  |
| 1985 | 22 342 чел. |  |
| 1990 | 21 237 чел. |  |
| 1995 | 20 209 чел. |  |
| 2000 | 19 357 чел. |  |
| 2005 | 18 471 чел. |  |

## Символика
Деревом посёлка считается гинкго, цветком — рододендрон, птицей — Phasianus versicolor.